# Smycz (Białoruś)
Smycz (biał. Смыччо; ros. Смычьё) – wieś na Białorusi, w obwodzie witebskim, w rejonie postawskim, w sielsowiecie Juńki.

## Historia
W czasach zaborów ówczesny folwark w granicach Imperium Rosyjskiego.
W dwudziestoleciu międzywojennym majątek i leśniczówka  leżały w Polsce, w województwie wileńskim, w powiecie duniłowickim (od 1926 postawskim), w gminie Mańkowicze (od 1927 gmina Hruzdowo).
Według Powszechnego Spisu Ludności z 1921 roku zamieszkiwało tu 71 osób, 66 było wyznania rzymskokatolickiego a 5 prawosławnego. Jednocześnie 61 mieszkańców zadeklarowało polską przynależność narodową, 9 białoruską a 1 inną. Było tu 7 budynków mieszkalnych. W 1931 w 7 domach zamieszkiwało 41 osób.
Miejscowość należała do parafii rzymskokatolickiej i prawosławnej w Hruzdowie. Podlegała pod Sąd Grodzki w Postawach i Okręgowy w Wilnie; właściwy urząd pocztowy mieścił się w Hruzdowie.
W 1938 roku miejscowości należały do gromady Smycz gminy Hruzdowo.
Po agresji ZSRR na Polskę w 1939 roku wieś znalazła się w granicach BSRR. W latach 1941–1944 była pod okupacją niemiecką. Następnie leżała w BSRR. Od 1991 roku w Republice Białorusi.